# Solenopsis froggatti
Solenopsis froggatti är en myrart som beskrevs av Auguste-Henri Forel 1913. Solenopsis froggatti ingår i släktet eldmyror, och familjen myror. Inga underarter finns listade i Catalogue of Life.